# FontForge
FontForge (ранее известный как PfaEdit) — редактор шрифтов, поддерживает следующие форматы TrueType, PostScript, OpenType, CID-keyed, multi-master, CFF, SVG, BDF, Datafork TrueType и т. д.

## Особенности
FontForge был разработан Джорджем Уильямсом в конце 2000 года и изначально назывался PfaEdit. Первый релиз под нынешним названием выпущен 1 апреля 2004. Программа развивается более 20 лет, последний выпуск датирован ноябрём 2020 г. Является свободным программным обеспечением и распространяется в соответствии с GNU General Public License Version 3 и лицензией BSD с 3 статьями. FontForge доступен для различных операционных систем, включая GNU/Linux, Windows и macOS. Пользовательский интерфейс поддерживает следующие языки: английский, украинский, русский, японский, французский, итальянский, испанский, вьетнамский, греческий, упрощенный китайский, немецкий, польский.
FontForge используется в качестве развитого инструмента для просмотра, редактирования и создания шрифтов, например, Free UCS Outline Fonts (freefont), Linux Libertine. Для визуализации FontForge использует FreeType. Шрифты, созданные в FontForge, можно сохранить в формате «Spline font database files», который использует расширение .sfd, или экспортировать в другие форматы шрифтов. Среди работ автора программы также есть известные шрифты Caslon Roman, Unicode font, семейство шрифтов Monospace и т. д.

## Альтернативы
- Fontlab (редактор шрифтов, конвертер, генератор).